# Claira
Claira (på Catalansk: Clairà) er en by og kommune i departementet Pyrénées-Orientales i Sydfrankrig.

## Geografi
Claira ligger 10 km nordvest for Perpignan. Nærmeste byer er mod nord Saint-Hippolyte (4 km), mod nordøst Saint-Laurent-de-la-Salanque (4 km), mod øst Torreilles (5 km) og mod syd Bompas (5 km).

## Demografi

### Udvikling i folketal
| 1962                                                              | 1968  | 1975  | 1982  | 1990  | 1999  | 2006  | 2012  | 2017  |
| ----------------------------------------------------------------- | ----- | ----- | ----- | ----- | ----- | ----- | ----- | ----- |
| 1.439                                                             | 1.446 | 1.249 | 1.415 | 2.117 | 2.625 | 3.365 | 3.756 | 4.181 |
| Tal fra og med 1962 er uden dobbelttælling (sans doubles comptes) |       |       |       |       |       |       |       |       |